# Usine de pyrotechnie militaire de Séville
L'Usine de pyrotechnie Militaire de Séville était une industrie de la ville consacrée à la production de munitions. 
Depuis 2008, le bâtiment est le siège de la Faculté de Droit et des Sciences du Travail de l'Université de Séville.

## Histoire
Après la création des intendencias[Quoi ?] en Espagne, la commune a été envisagée comme siège de la Intendencia de l'Armée d'Andalousie[Quoi ?]. José Manuel Arjona, administrateur militaire et maire de la ville entre 1825 et 1833, a réalisé deux propositions : la concession pour des usages militaires d'une zone sur la Enramadilla et la concession d'une parcelle entre la puerta Real et la porte de Triana pour que le capitaine général Vicente Quesada installât là une place d'armes[incompréhensible]. La zone de Enramadilla était utilisée pour l'usine et comme champ de tir avec des batteries pour les écoles pratiques d'artillerie.
En 1827 l'usine d'artillerie a commencé à organiser l'enseignement des machines et les instruments pour fabriquer les armes de percussion pour l'armée. En 1847 il a été procédé à l'installation des laboratoires et l'École Centrale de Pyrotechnie et d'artificiers, dans la zone qui avait servi de champ de tir. À partir de 1848 l'usine a fonctionné également comme fonderie. En 1868 l'ensemble du complexe industriel s'est vu appeler Pyrotechnie Militaire.
L'usine a connu divers agrandissements par la suite, pour produire divers artifices de guerre. Parmi ces agrandissements on peut citer le laboratoire, l'atelier de raffinage et de laminage du cuivre. Pour tout cela, il a fallu bâtir deux nouveaux bâtiments industriels à structure métallique.
L'usine occupe une parcelle de 72 000 m2. Elle a été édifiée entre 1847 et 1849 par l'ingénieur Manuel Portillo Navarrete, alors que la zone du laboratoire date de 1916.
Les ateliers, ainsi que la tour de l'Horloge, datent de 1937. En 1940 l'architecte Juan Talavera et Heredia a réformé le bâtiment.
En 1961 il a été livré à l'Entreprise Nationale Santa Barbara d'Industries Militaires[incompréhensible]. La Pyrotechnie Militaire a fermé en 1966. Les locaux vides ont été donnés en 1974 au Parc et à la Maestranza de Artillería de Séville.
En 2008 l'ensemble des bâtiments a été rénové pour servir de siège à la Faculté de Droit et des Sciences du Travail de l'Université de Séville.

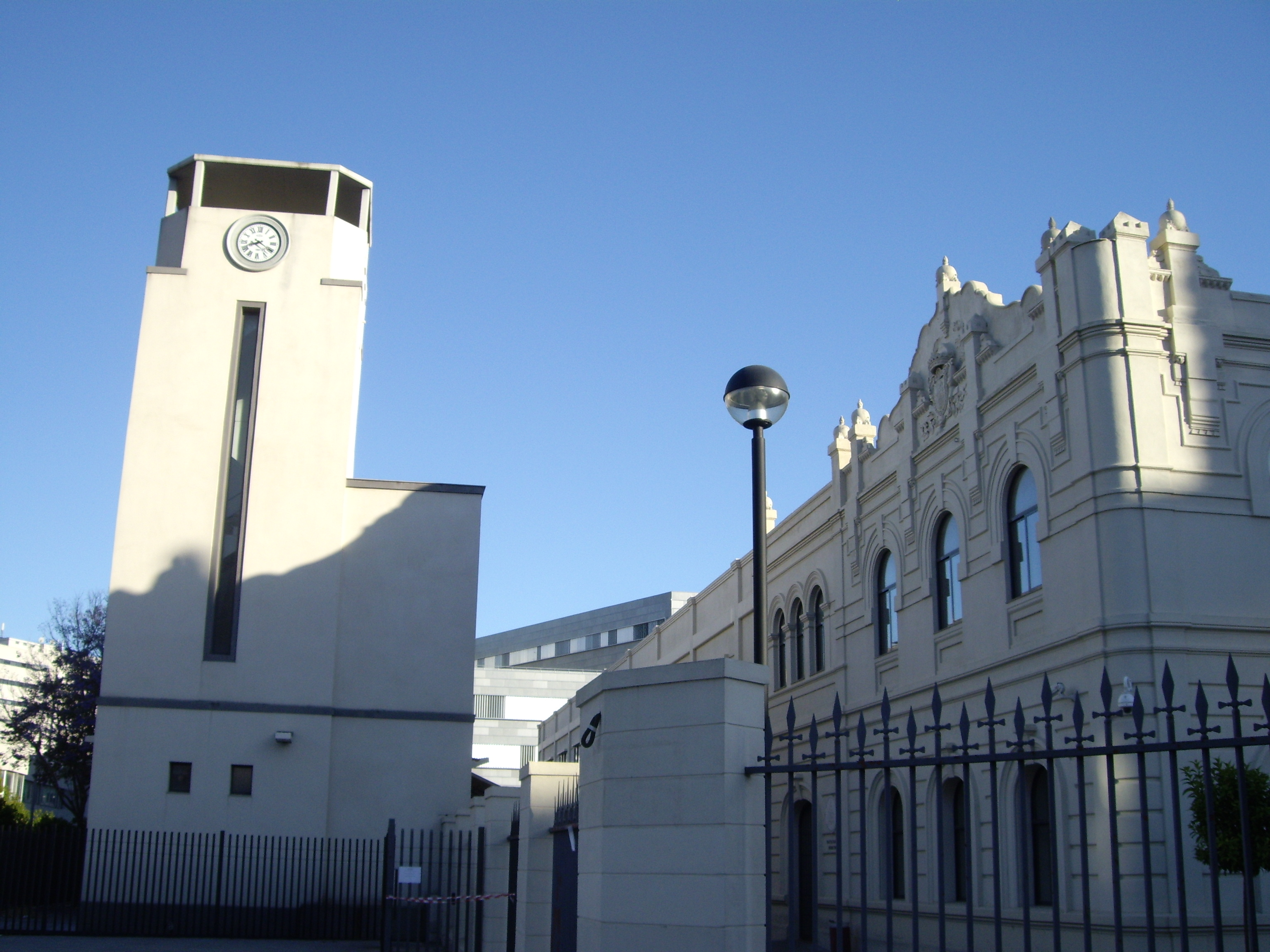
Usine de Pyrotechnie Militaire de Séville, avec l'horloge ajoutée au début du XXè siècle.
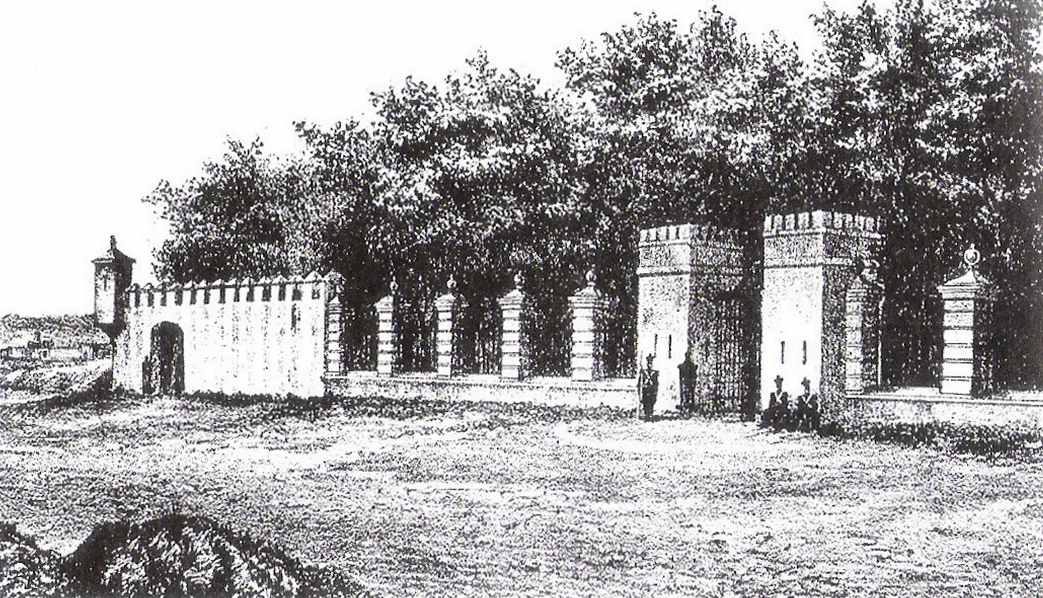
Extérieurs de l'usine en 1849.
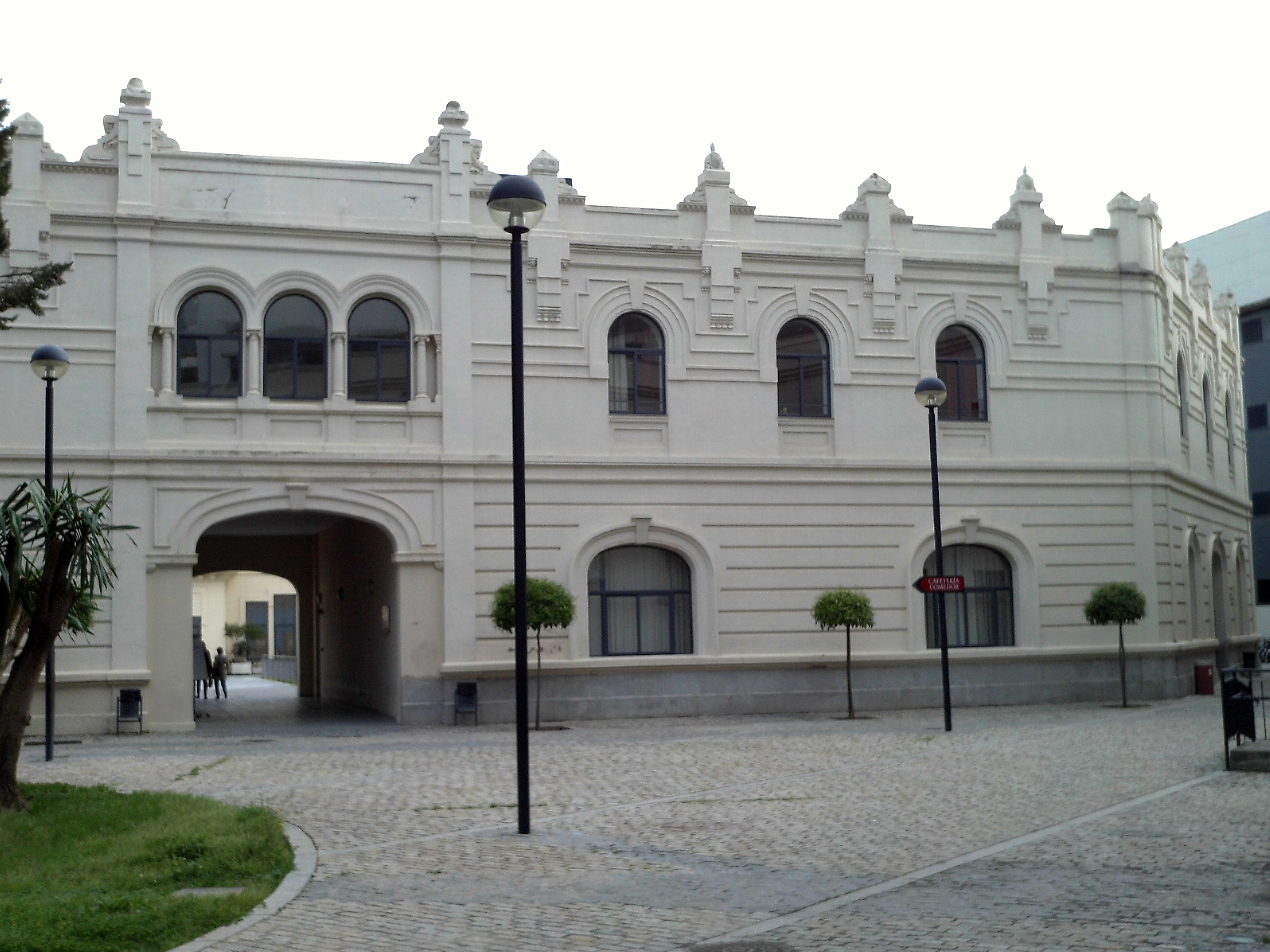
Façade de l'ancienne Fabrique
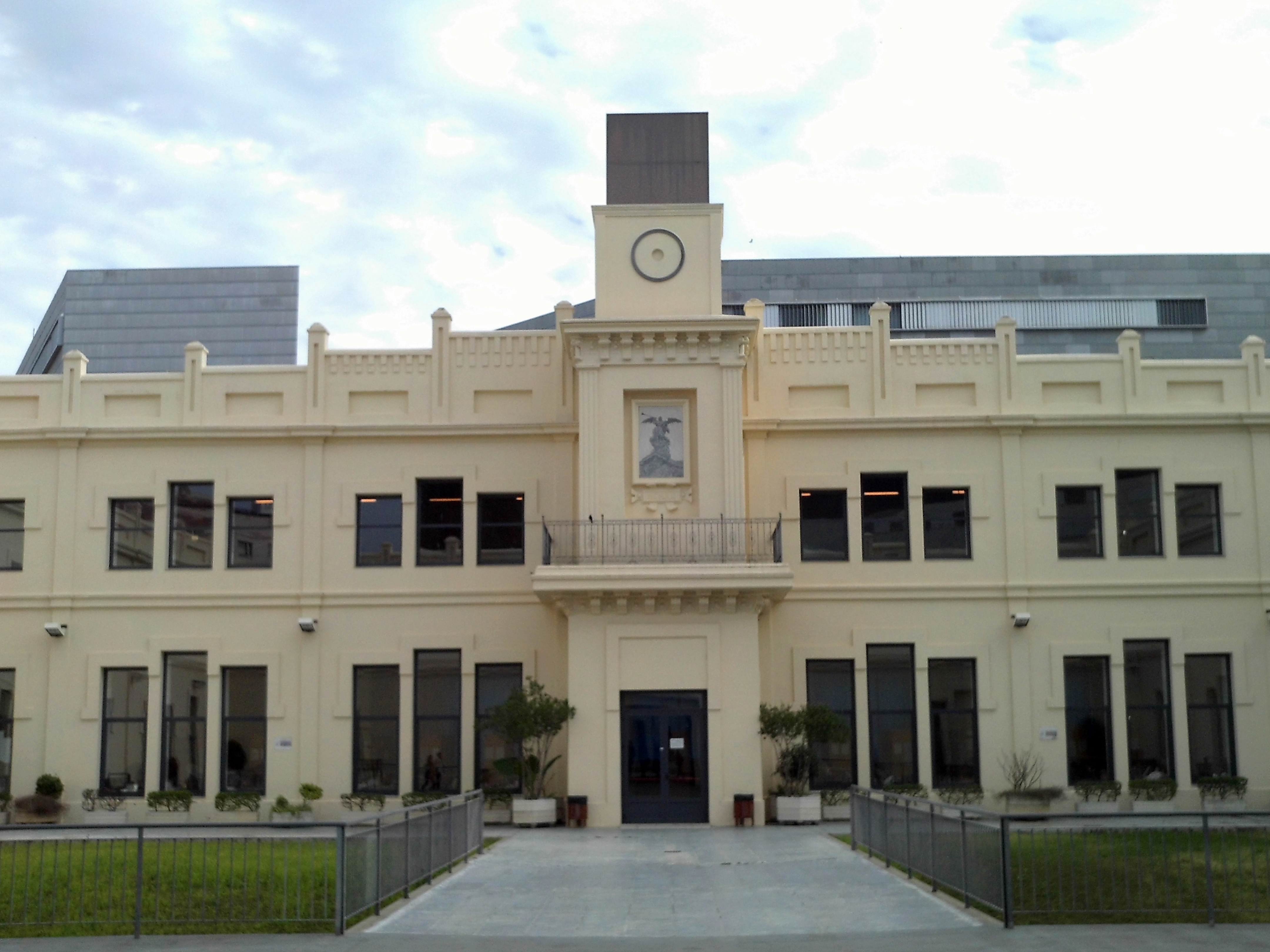
Bâtiment de la tour de l'Horloge
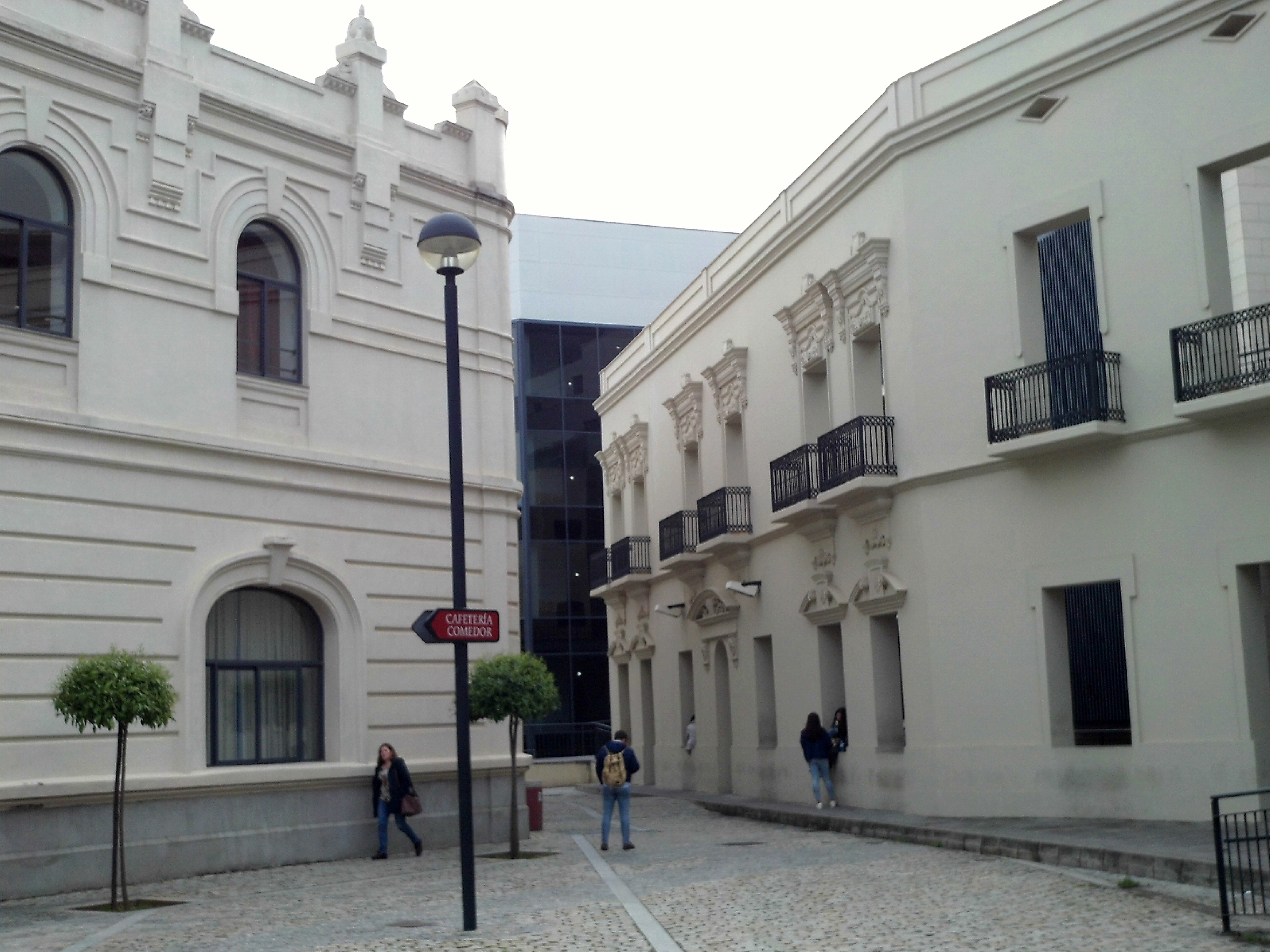
Autre vue